# Серафим (Палайда)
Архимандрит Серафим (в миру Семён Максимович Палайда; 13 февраля 1893, село Сулимов, Округ Жолква, Королевство Галиции и Лодомерии — 2 января 1955, Стамбул) — священнослужитель Русской православной церкви заграницей (РПЦЗ), долгое время служивший в Стамбуле.

## Биография
Родился 13 февраля 1893 года в селе Сулимов Жолковского уезда Королевства Галиции и Лодомерия, провинции Австро-Венгрии.
Был вольнослушателем теологического факультета Львовского университета.
16 августа 1914 года вместе со своим братом Павлом был арестован австрийскими властями и 28 августа был отправлен по железной дороге в крепость Терезин, потом в начале мая 1915 года заключён в концлагерь Талергоф.
В ноябре 1915 года из концлагеря был передан в австро-венгерскую армию, так как Италия вступила в войну на стороне Антанты и срочно потребовались солдаты для создания нового фронта. В середине мая 1916 года в Монфальконе, не желая воевать за Австро-Венгрию, перешёл на сторону итальянцев и в апреле 1918 года стал членом чехословацкого легиона в Италии. Вместе со своим другом и односельчанином Ярославом Кмицикевичем (словац. Jaroslav Kmicikievič) содействовал организации чешского анти-австрийского легиона из пленных в Италии. Потом был поручиком в Чехословацком итальянском легионе в Италии.

№ 5815. Палайда Семен Максимович, 21 г., вольнослушатель богословского факультета, Сулимов /Жолква/, арест.авг.1914, 28/8 отправлен с транспортом в Терезин и Талергоф. Затем был поручиком в чешском легионе и архимандритом в Югославии. ЦГИА I с.119 /отмечен как «дьяк»/. Альб. Гл. Км. ТА II. 137. Сообщ. В. Р. Ваврика и Я. С. Кмицикевича
В январе 1919 года в составе 35-го полка Чехословацкого итальянского легиона участвовал в осаде Ужгорода во время Чехословацко-венгерской войны.
После окончания войны, поступил в Карловацкую семинарию в Сремских Карловцах (Сербия). В 1922 году поступил на богословский факультет Белградского университета, который окончил в 1926 году. На факультете принял постриг с именем Серафим, провёл некоторое время на сербской службе, а после 1936 года Синодом Русской православной зарубежной церкви был назначен настоятелем Ильинского подворья в Константинополе.
В 1936 имел сан протосингела и участвовал в избрании нового главы РПЦЗ в Белграде.
Летом 1940 года был принят патриархом Константинопольским, что обсуждалось на заседании Архиерейского синода РПЦЗ 22 августа.
В июле 1942 года архиепископ Гермоген (Максимов), ставший первоиерархом неканоничной Хорватской православной церкви, сообщил архимандриту Серафиму о создании возглавляемой им Церкви и предложил занять пост епископа в ней, Серафим ответил отказом.
3 ноября 1943 года архимандриту Серафиму были высланы постановления Венского совещания архиереев РПЦЗ о непризнании избрания митрополита Сергия (Страгородского) патриархом Московским и всея Руси для последующей передачи патриарху Константинопольскому Вениамину. С 1945 по 1946 год русская стамбульская община во главе с архимандритом Серафимом выдержала борьбу за юрисдикционную принадлежность и фактически осталась в составе РПЦЗ.
В 1952 году в сане архимандрита служил настоятелем Ильинского Афонского подворья в Константинополе. По отзыву посетившего его в то время архиепископа Серафима (Иванова):

Живёт по спартански в маленькой комнатке при храме, без самых элементарных удобств, сам себе что-то варит, но твердо стоит на своём очень важном и ответственном посту.

Много раз Фанар (греческая Патриархия), требовал от архим. Серафима прекратить подчинение Архиерейскому Заграничному Синоду и перейти вместе с приходом в греческую юрисдикцию. Отец Серафим всегда твердо и решительно отклонял подобные домогательства. Ему пытались грозить церковными и административными прещениями, но он их не испугался. В конце концов о. Серафима оставили в покое и перешли на мирное сожительство.
Умер 2 января 1955 года в Стамбуле. Похоронен в Стамбуле на греческом кладбище в северном квартале Шишли. В декабре 2019 года его захоронение было найдено усилиями исследователей Алины Усеновой и директора Международного института афонского наследия Сергея Шумило. Также были обнаружены документы, подтверждающие, что это именно его могила.